# Sarawak
Sarawak (jawi: سراواك) è uno Stato federato della Malaysia.
È uno dei tre territori della Malaysia che compongono la parte malaysiana dell'isola del Borneo.
Si trova nella parte nord-occidentale dell'isola, dove confina con il Kalimantan (Indonesia) a sud, sud-est ed il Sultanato del Brunei oltre allo stato malaysiano di Sabah, a nord-est. Sarawak è per estensione il più grande stato della Malaysia ed ha per capitale amministrativa Kuching, con una popolazione di 600.300 abitanti, al 2005. Altre città importanti sono Sibu (228.000 ab.), Miri (282.000 ab.) e Bintulu (152.761 ab.). Secondo l'ultimo censimento, aggiornato al 31 dicembre 2006, la popolazione residente nell'intero stato era di 2.357.500 abitanti.

## Storia
I confini orientali del Borneo furono tracciati dagli esploratori portoghesi, agli inizi del sedicesimo secolo. La zona nota come Sarawak era un tempo nota ai cartografi come Cerava. 

### Nel Brunei
Appartenne in origine al sultanato dei Brunei e successivamente a quello di Sambas, quando il principe Tengah sposò Noor Sri Padula, discendente di Sepudak. Con lui Sarawak divenne Sultanato autonomo dal 1609 al 1643, quando fu ucciso in una congiura. Tornò ai Brunei lo stesso anno e fu dato in amministrazione a tre nobili locali, i Datus. Nel 1827 il governatore Pengiran Indera Mahkota (legato ai sultani di Sambas e Brunei) fondò Kuching nella località di Lidah. Molte miniere d'oro e antimonio furono scoperte a quel tempo ed egli ne entrò in possesso.
Amministrata in modo molto agile dal Sultano del Brunei sia nel diciassettesimo che nel diciannovesimo secolo, il reame di Sarawak piombò nel caos durante il mandato di Raja Pangeran Indera Mahkota, a causa di un'importante ribellione dei Daiacchi di Datu Patinggi Ali, supportati da alcuni nobili locali. Questi si opponevano alla politica cinica e schiavista del loro governatore ed erano in lega con le forze nemiche di Bidhyaus.
Nel 1839 il Sultano Omar Ali Saifuddin II (1827-1852) ordinò al Primo Ministro Raja Pangeran Muda Hashim (che aveva da poco rinunciato ai diritti sul trono del Brunei in favore del nipote) di ripristinare l'ordine, poiché la rivolta aveva coinvolto lo stesso Brunei e minacciava seriamente la sua leadership. In questo stesso periodo arrivava sull'isola l'avventuriero James Brooke, forte di un esercito di terra e della nave cannoniera "Royalist", un bastimento armato di 142 tonnellate. Raja Pangeran Muda Hashim, rimpiazzato il governatore e parente Mahkota con cui era venuto a tensioni, richiese inizialmente la sua assistenza, ma James Brooke rifiutò fermamente, poiché riteneva l'offerta in denaro poco consistente, e salpò per Singapore.
Solo nel 1841, di fronte all'allettante offerta di un regno proprio, James Brooke tornò a visitare Sarawak con l'Armata Britannica Cinese al proprio comando, accettando di buon grado la richiesta d'assistenza di Pangeran Muda Hashim, e riuscì a riprendere il possesso del Brunei occupato nel giro di pochi mesi. La rivolta fu sedata e Saifuddin II restaurato sul suo trono. Lo stesso anno venne firmato il trattato di resa per Sarawak e Sinian davanti a James Brooke.
Poco dopo, il 24 settembre 1841, James Brooke fu elevato al rango di Governatore da Pangeram Muda Hashim, divenendo poi effettivamente Rajah di Sarawak dietro nomina del Sultano del Brunei, e diede così origine alla dinastia bianca di Sarawak il 18 agosto 1842. Il Sinian fu concesso come governatorato al generale britannico Charles.

### Regno autonomo

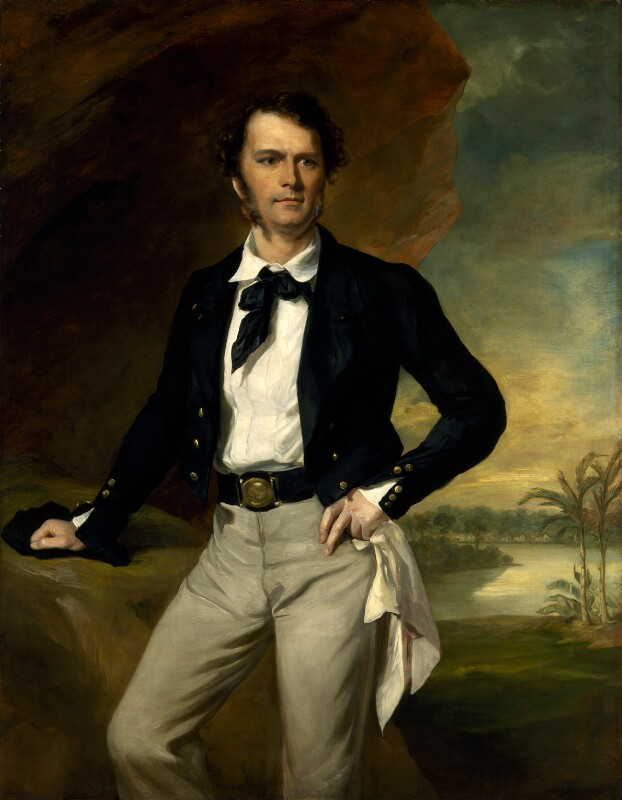
Sir James Brooke, Raja di Sarawak (National Gallery)

Il 24 novembre 1841, con un successivo accordo, il Raja Brooke assumeva la piena autonomia del territorio, dietro il pagamento di 1.000 sterline, con l'unico impegno di mantenere alcuni accordi commerciali con il sultanato. Gli Stati Uniti riconobbero de iure il nuovo regno nel 1850 e la Gran Bretagna nel 1862. In origine, l'area sotto la giurisdizione di questa autorità comprendeva solo la parte occidentale di Sarawak ed i dintorni di Kuching, divenuta poi la capitale; erano compresi circa 700.000 abitanti.
Sir Brooke governò Sarawak fino alla sua morte, avvenuta nel 1868, combattendo ferocemente la pirateria e reprimendo rivolte dei nobili decaduti e di alcuni "signori della guerra" malesi. Ottenne anche il governatorato di Labuan (in seguito ad una congiura contro Muda Hashim culminata con il suo assassinio nel 1845) e il consolato generale del Borneo dalla regina, dopo aver esautorato il sultano in quelle terre nel 1846, e cercò di riunire i territori sotto una sola amministrazione, fallendo in quanto non poté trasmetterli ai discendenti. Tuttavia, il regno di Sir Brooke vide un'importante rinascita commerciale di Sarawak e un progressivo indebolimento del Sultano dei Brunei a favore del nuovo regno.
Non mancarono, comunque, le situazioni davvero rischiose: ad esempio, nel 1857 una rivolta della minoranza cinese di Shon Liu Bang tentò il colpo di stato e per poco non riuscì a uccidere Sir Brooke. Anche le ribellioni dei daiacchi Rentrap e Masahor, nel 1852, rischiarono di spodestare il Raja. Fu anche per questo motivo, oltre che per debellare la pirateria, che Brooke istituì i Ranger di Sarawak nel 1862.
Suo nipote Charles Anthony Johnson Brooke divenne Rajah dopo la sua morte (poiché suo figlio Reuben George Brooke non poteva essere legittimato) e, a sua volta, gli succedette il figlio, Charles Vyner Brooke nel 1917, con la disposizione che egli dovesse governare e pronunciarsi in accordo con suo fratello Bertram Brooke. Nel 1888 Sarawak accettò il protettorato britannico, pur rimanendo indipendente. Il 20 giugno 1891 furono fissati i confini ufficiali tra i protettorati inglesi (di cui il sultanato) e quelli olandesi. Nel 1905, con l'ottenimento della valle di Lawas, raggiunse la sua massima espansione.
Il territorio di Sarawak subì una forte espansione sotto la dinastia dei Brooke, a spese, principalmente, del vicino Sultanato del Brunei. In pratica il Brunei riuscì a mantenere il controllo solo sulle sue fortezze costiere e su di un fiume d'importanza strategica, cedendo invece ai Rajah molte regioni in cambio di tributi o indennità e in rarissimi casi per episodi di guerra. Complice di quest'espansione fu il rapido declino economico del Sultanato. Alla fine il Sultanato venne messo in posizione relativamente subalterna, con i Brooke che detenevano il controllo di buona parte del Borneo. I territori conquistati dai Brooke furono annessi a scapito dei “signori della guerra” e delle tribù locali (ad esempio la minoranza cinese, spesso in rivolta).
La dinastia Bianca di Brooke continuò a governare Sarawak per oltre un secolo con uno status all'interno dell'impero britannico simile a quello dei governanti dei principati indiani (i viceré). A differenza di molte altre zone dell'impero, però, la dinastia dei Brooke seguiva una politica paternalista relativamente non violenta volta a proteggere la popolazione indigena contro lo sfruttamento e governando con l'aiuto dei musulmani malesi. Tra le politiche seguite vi era quella dell'arruolamento degli Iban e dei Daiacchi (noti come “i tagliatori di teste”) come milizia di supporto, ad esempio nel Ranger, così come l'incoraggiamento all'immigrazione di commercianti cinesi, ai quali però fu proibito di risiedere al di fuori delle città, in seguito ai tentativi di rivolta del 1857. Tale divieto era inoltre motivato dalla necessità di minimizzare il loro impatto sullo stile di vita dei Daiacchi. Tra gli atti computi dalla dinastia Brooke, vi è anche quella dell'istituzione del museo di Sarawak, primo museo del Borneo. Interessante notare come, pur mantenendo la totale indipendenza, il regno di Sarawak continuò sempre a commerciare con la madrepatria (soprattutto armi per i Ranger) e con il Sultanato.

### L'occupazione giapponese
Scoppiata la seconda guerra mondiale, all'inizio del 1941 erano in corso i preparativi per introdurre per la prima volta una vera costituzione, volta a limitare il potere finora assoluto del Rajah e dare al popolo del Sarawak più voce nel governo attraverso il Parlamento (“Council Negri”). Nonostante questo intento progressista, il progetto costituzionale conteneva difetti ed irregolarità, a causa di un accordo segreto stipulato tra Vyner Brooke ed i suoi funzionari governativi, dai quali sarebbe stato finanziariamente compensato. Va inoltre detto che l’organo legislativo del Paese era composto esclusivamente da nobili, che parteggiavano per il Rajah, e dunque l’idea di allargare l’accesso al resto della popolazione era malconsiderata da tutti i ceti alti.
Alla fine del 1941 le forze giapponesi invasero Sarawak, occupando Miri il 16 dicembre e Kuching il 24 dicembre, malgrado la strenua opposizione e la guerriglia dei Ranger; questa occupazione si protrasse fino alla successiva liberazione da parte delle forze australiane nel 1945. 

### Colonia inglese
L'ultimo Rajah, Charles Vyner Brooke, tornato al potere il 15 aprile 1946, cedette formalmente la sovranità alla Corona britannica il 1º luglio 1946, anche sotto la pressione, tra gli altri, di sua moglie. Sarawak si trasformava così da stato indipendente, sotto egida britannica a colonia inglese. Per addolcire i negoziati, il governo britannico erogò delle congrue pensioni a tutti i familiari del vecchio Rajah, anche se il nipote dell'ultimo Raja, Anthony Brooke continuò a rivendicare la sovranità come Rajah di Sarawak, opponendosi alla cessione del territorio alla corona britannica, rinunciando ai suoi diritti solo nel 1951. 
Bandito dal paese, gli fu permesso di rientrare solo 17 anni dopo, quando Sarawak entrò a far parte della Malaysia. La campagna di Brooke continuava assieme ai malesi che in particolar modo si opponevano alla cessione alla Gran Bretagna, fino al drammatico epilogo, quando il secondo governatore britannico, Duncan Stewart, venne assassinato.

### L'indipendenza
A Sarawak venne ufficialmente concessa l'indipendenza il 22 luglio 1963. Si unì con la Federazione della Malesia, lo stato di Sabah e Singapore, nella Malaysia, costituitasi il 16 settembre 1963, nonostante l'opposizione iniziale da parte della popolazione. 
Sarawak fu anche il punto d'attrito da cui scaturirono gli scontri con l'Indonesia, durante il periodo compreso tra il 1962 e il 1966.
Solo nel 1965, con l'abbandono di Singapore e la completa indipendenza, nacque lo stato federale della Malaysia.

## Espansione
Il regno fu ampliato con le valli del Lupon e Skrang, delle regioni di Muka, Sibu e Bintulu (aprile 1861), inizialmente affittate e poi comprate dal Sultano Abdul Momun. Con il successore rajah Charles Brooke (1867-1917) Sarawak raggiunse la massima estensione, ottenendo, dietro il versamento di tributi al sultano del Brunei Jalilul Aquamaddin, le valli del Baram (maggio 1882), Trusan (1885) e Limbang (17 marzo 1890, lasciando a Brunei i distretti di Belait e Tutong e la valle del Temburong come enclave.
Il 12 gennaio 1905 venne acquistata anche la valle del Lawas già proprietà in concessione della North Borneo Company dal 1902.
Nel 1888 lo stato si pose sotto il protettorato britannico e il successivo rajah Vyner Brooke (1917-46) cedé i diritti sovrani alla corona inglese che ne fece una colonia (121.909 km² alla massima espansione nel 1905, con oltre 800.000 abitanti censiti a inizio secolo). Si noti anche che Sir James Brooke intendeva unire Sarawak al suo personale governatorato di Labuan, grazie anche al nuovo incarico di console generale del Borneo che gli garantiva forte libertà d'azione; tuttavia, il progetto fallì e Labuan tornò in mani inglesi dopo la sua morte, non venendo incorporata nei possedimenti dinastici dei futuri Rajah (in quanto il ruolo di viceré non era necessariamente trasmissibile).
Il maggior declino del sultanato coincise con la massima espansione di Sarawak, nel 1905, quando era al potere Hashim Jalilul Aquamaddin.

## Geografia fisica
Ha un'area di 124.450 km² disposta tra latitudine 0°50' e 5° Nord, in longitudine dal 109° 36' al 115° 40' Est. Da solo forma il 37,5% delle terre della Malaysia che da solo contiene un grande tratto della foresta pluviale, casa di un enorme numero di specie animali e vegetali.
Sarawak è attualmente diviso in undici province (dette provinsi o propinsi), chiamate: Kuching, Samarahan, Sri Aman, Betong, Sarikei, Sibu, Mukah, Kapit, Bintulu, Miri e Limbang.
Lo stato si estende per circa 750 km lungo la costa nord-orientale del Borneo, interrotta a Nord per circa 150 km, dalla costa del Brunei. Sarawak è separata dalla parte indonesiana del Borneo (Kalimantan) da sezioni collinari e montagne, parte della catena montuosa centrale del Borneo. Montagne che diventano sempre più alte verso Nord, fino a culminare vicino alle sorgenti del fiume Baram, con il ripido monte Batu Lawi, il monte Mulu nel parco omonimo e il Monte Murud, con il picco più alto di Sarawak.
I più importanti corsi d'acqua, in ordine, partendo a sud verso nord includono: il fiume Sarawak che attraversa la capitale Kuching; il Lupar; il Saribas; il Rajang, che con i suoi 563 km è il fiume più lungo dell'intera Malaysia; ed ancora i fiumi Baleh; Baram, quest'ultimo sfocia tra Miri ed il confine sud occidentale del Brunei; il Limbang, che si getta nella Baia del Brunei dividendo lo stato in due entità geograficamente separate ed infine troviamo il Trusan che termina la sua corsa poco a nord della baia del Brunei a poca distanza dal parco nazionale del Brunei Ulu Temburong.
Sarawak può essere suddiviso in tre regioni naturali. 
1. La regione costiera è piuttosto bassa e piatta con grandi estensioni di paludi ed altri ambienti umidi.
2. La regione collinare fornisce la maggior parte delle terre abitate. Occorre considerare che la maggior parte delle grandi città e paesi, sono stati costruiti in questa regione. Dato che le paludi costituiscono gran parte della costa, i porti di Kuching e Sibu sono stati costruiti una certa distanza dalla costa, e posizionati lungo i fiumi, mentre Bintulu e Miri sono nate sulla costa solo grazie al profilo collinare prossimo alla costa e che così prosegue fino al mare della Cina.
3. La terza regione è la regione di montagna lungo il confine e con gli altopiani del nord di Kelabit e Murut.

## Ambiente ed ecosistema
Sarawak è caratterizzata da vaste aree di foresta pluviale, sia di pianura che d'altipiano. Tuttavia, la regione è stata colpita duramente da un disboscamento forsennato, dovuto soprattutto al commercio di legnami pregiati che a causa dell'espansione delle piantagioni di palma da olio ed altre monocolture. Il tasso di disboscamento della Malaysia è stato il più veloce di qualsiasi altra parte del mondo. Statistiche stimano che la foresta primaria di Sarawak è stata disboscata per un 50%  ed in totale, la Malaysia ha perso una media di 1.402 km², ovvero il -0,65 % annuo della superficie forestale, a partire dal 2000. In confronto, i paesi dell'Asia sud-orientale hanno perso una media dello 0,35% annuo delle loro foreste, a partire dagli anni 90. In quegli anni Bruno Manser, antropologo e ambientalista, aveva avviato la catalogazione di campioni di flora e fauna della foresta pluviale

## Società

### Etnie e minoranze straniere

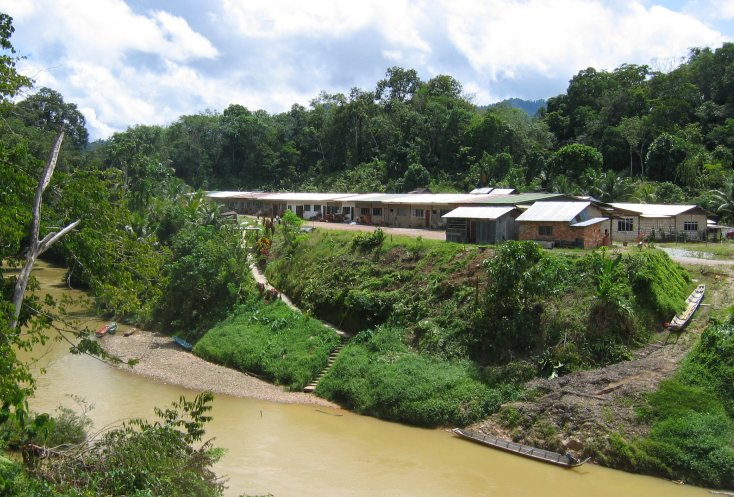
Una moderna casa tradizionale Iban Longhouse, costruita con materiali innovativi, mantiene le caratteristiche adatte alla tipica vita famigliare malese

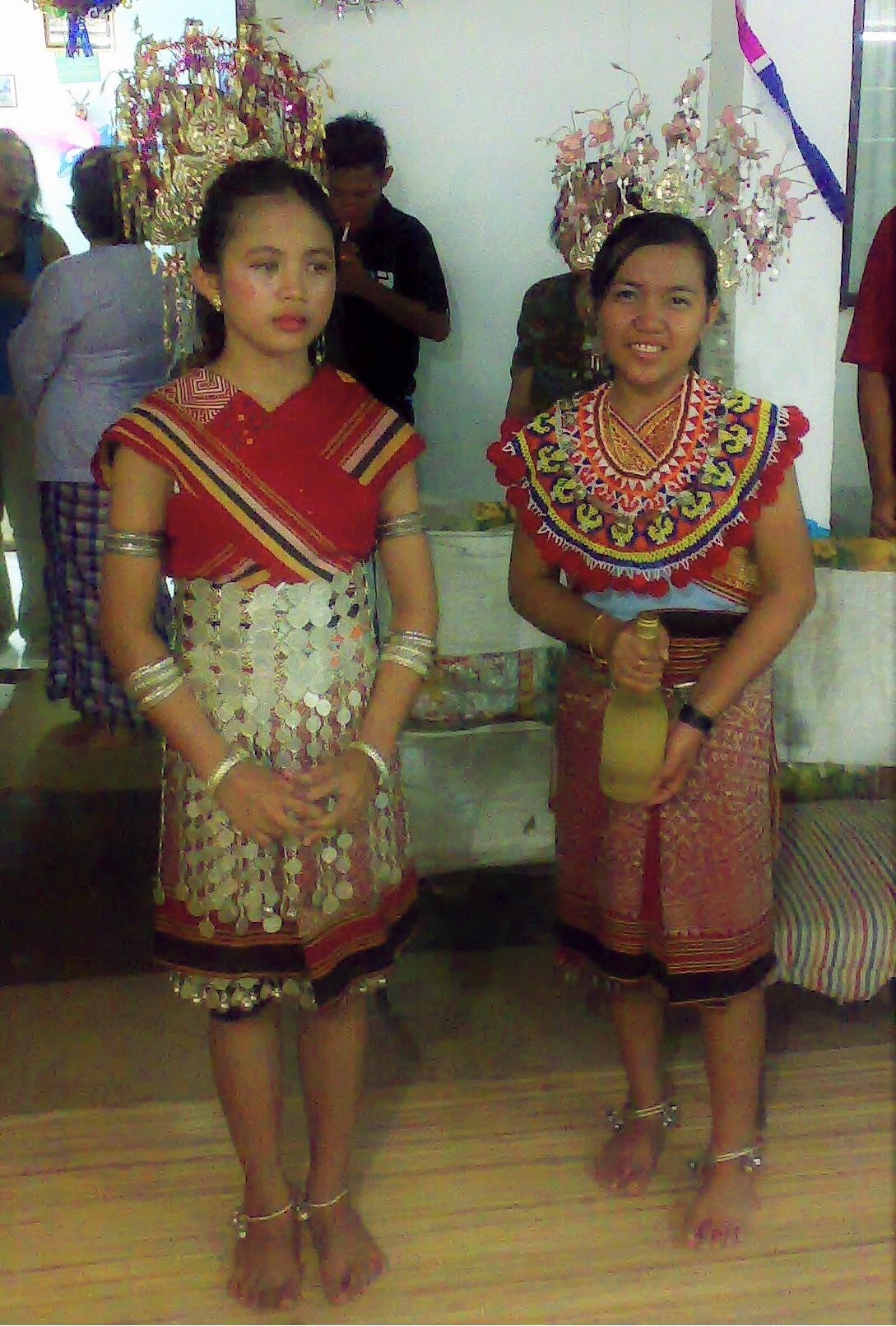
Giovani donne Iban indossano il costume tradizionale durante il festival Gawai in Debak, regione di Betong, Sarawak

Sarawak ha più di 40 gruppi etnici, ognuno con la propria differente lingua, cultura e stile di vita. Città e altri grandi paesi sono popolati soprattutto da malesi, Melanesiani, Han Cinesi, ed una piccola percentuale di Iban e Bidayuh immigrati dai loro villaggi in cerca di lavoro. 
Sarawak si distingue in modo particolarmente dal resto della Malaysia, anche a causa della scarsa presenza di indiani.

#### Daiacchi Iban

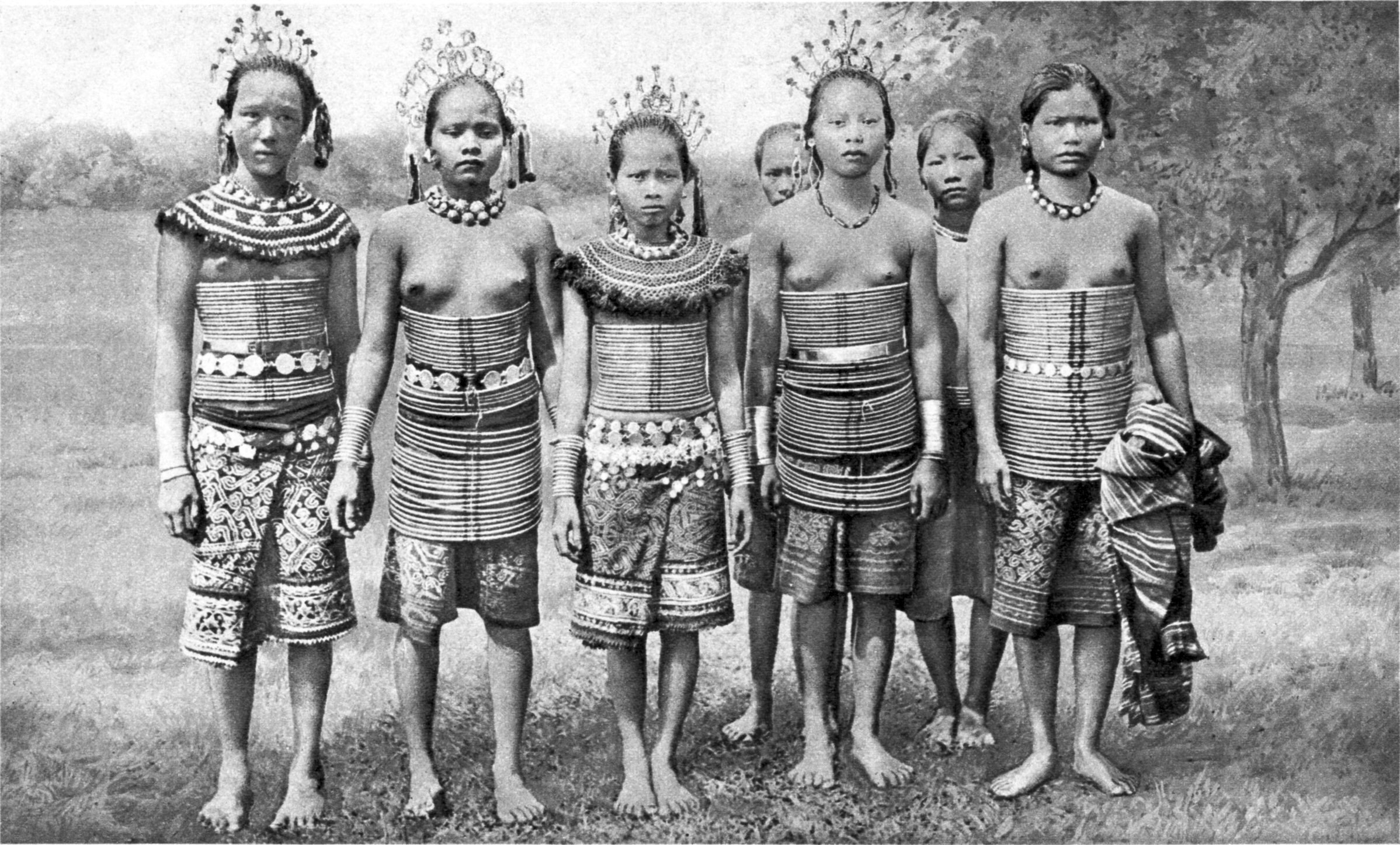
Sea Dayaks (Iban), donne di Rejang, Sarawak, indossano un tipico corsetto di rattan decorato con anelli di ottone ed altri adornamenti filigranati.

La popolazione Iban comprende la percentuale maggiore (quasi il 34%) degli abitanti del Sarawak. Già noti per essere i più formidabili cacciatori di teste, dell'isola del Borneo, gli Iban di oggi sono generosi, ospitali e tranquilli. A causa della loro storia legata alla pirateria e alla pesca, sono stati convenzionalmente chiamati "Sea Dayak", Daiacchi di Mare.
I primi coloni Iban migrarono dal Kalimantan (la parte indonesiana del Borneo a sud di Sarawak) superando il fiume Kapuas e attraversato il Kelingkang mettendo radici nelle valli dei fiumi di Batang Ai, Skrang, Saribas e il fiume Rajang. Gli Iban tradizionalmente abitano nella casa longhouse, una struttura che comprende molte ampie stanze capace di ospitare un'intera comunità di famiglie.
Una casa tradizionale Iban potrebbe ancora oggi mostrare qualche testa a trofeo o antu pala. Queste teste sospese ricordano una vittoria tribale e sono segno d'onore per la famiglia. I Daiacchi Iban cessarono di cacciare le teste nel lontano 1930. Gli Iban sono rinomati per i loro Pua Kumbu (tessuti tradizionali), la lavorazione dell'argento, le sculture in legno ed i loro lavori con le perline così come sono famosi per il loro tuak, un vino dolce di riso che viene servito durante le celebrazioni e grandi feste. I tatuaggi tribali Iban, che originariamente erano simboli di coraggio tra guerrieri, sono oggi diventati tra i più caratteristici del mondo.  Una maggioranza di Iban pratica il Cristianesimo. Tuttavia, come la maggior parte degli altri gruppi etnici nel Sarawak, ancora osservano anche molti dei loro riti e credenze tradizionali. A Sarawak si celebrano i coloratissimi festival Dayak Gawai, Gawai Kenyalang, penuaian PADI e Gawai Antu (Festival dei morti).

## Economia

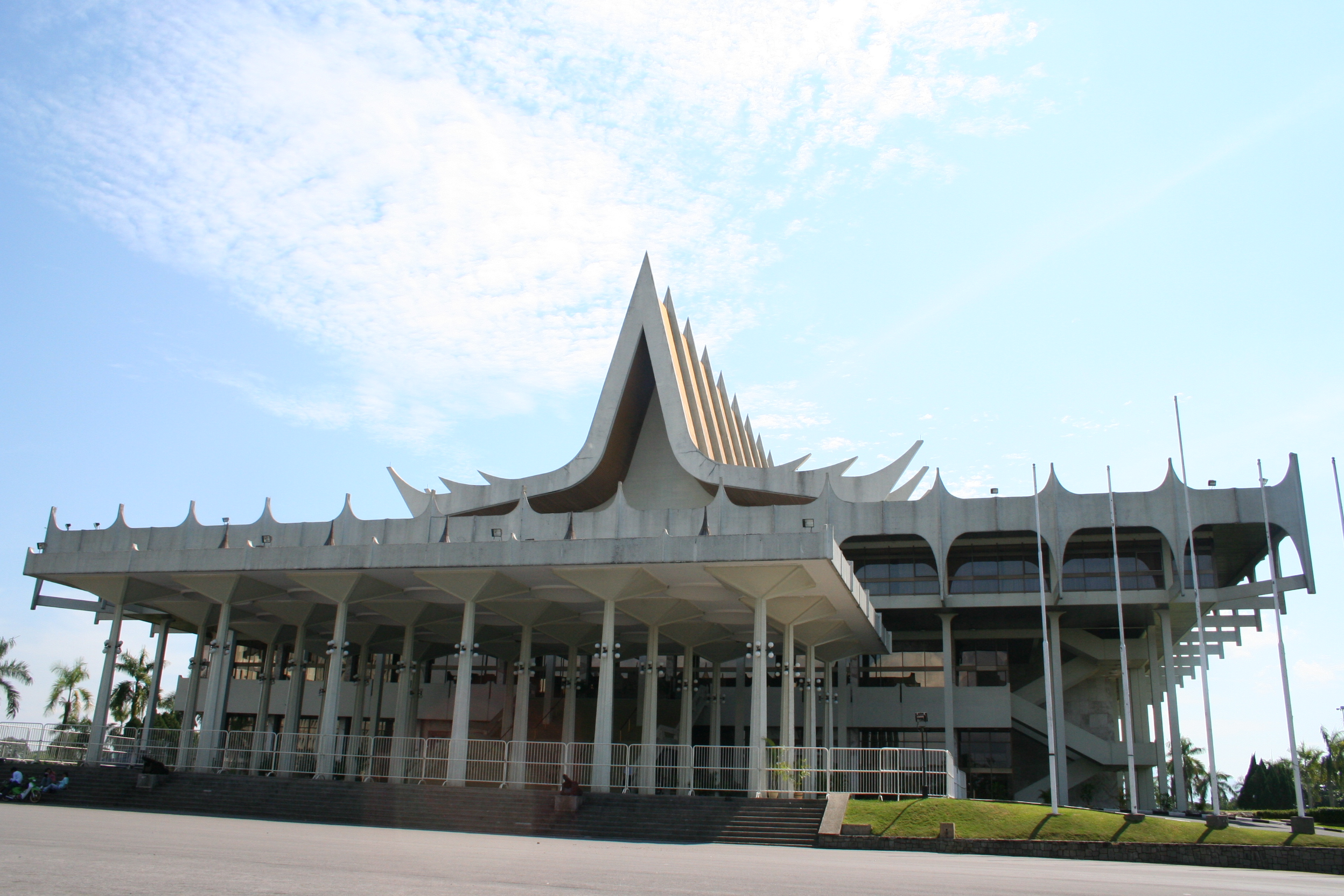
Edificio dell'Assemblea Legislativa dello Stato di Sarawak

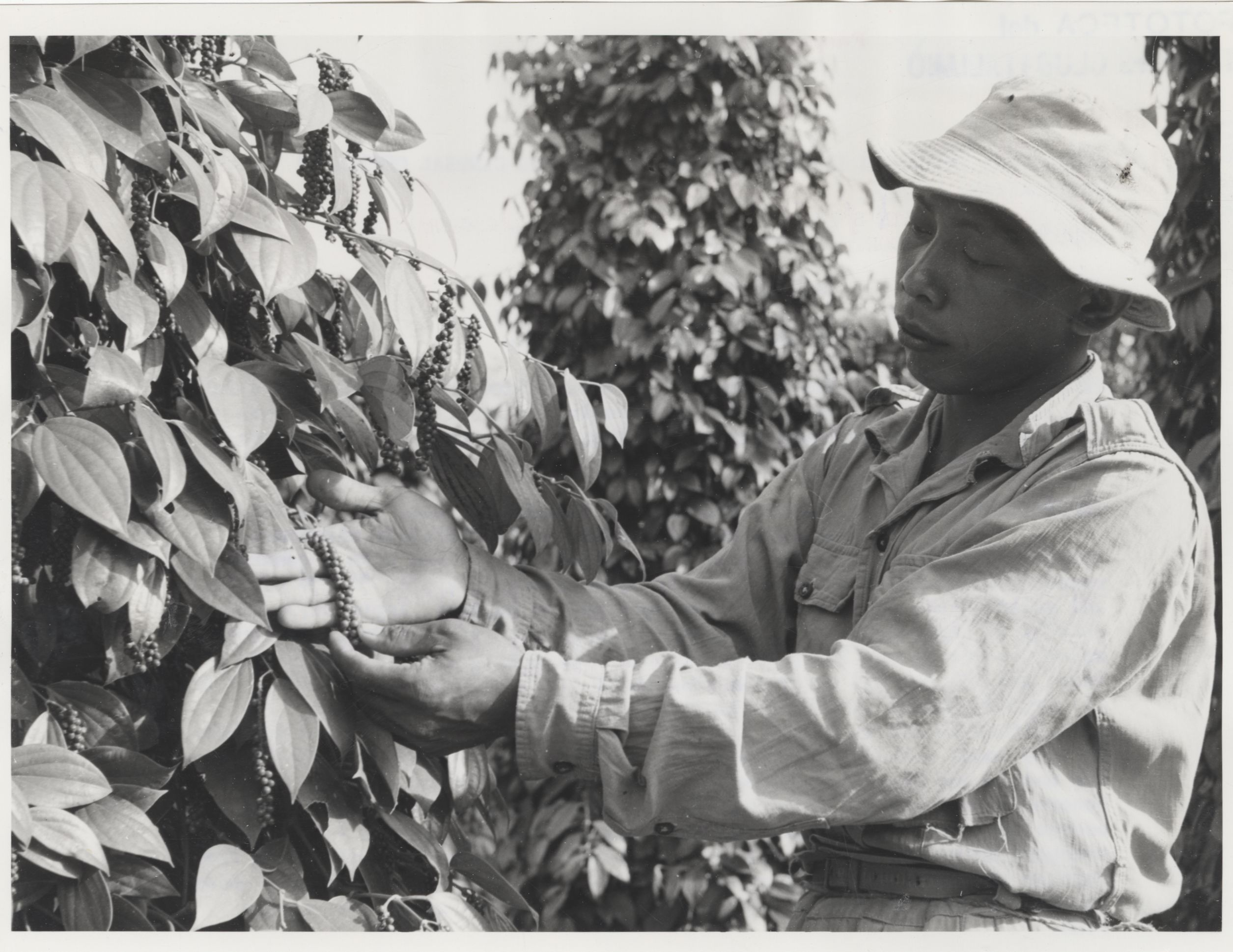
Cotivazione del pepe a Sarawak nel 1964

La principale risorsa economica è il petrolio, che si estrae in buona quantità nel distretto di Miri. Dal sottosuolo si estraggono anche bauxite (a Sematan), antimonio (a Kwei Fah), oro (a Bau e a Bidi) e fosfati. Notevole importanza ha avuto negli ultimi decenni lo sfruttamento delle foreste, anche se in modo piuttosto intensivo, tanto da diminuirne la superficie territoriale dal 75% degli anni '50 del secolo scorso ad appena il 30% attuale.
L'agricoltura, principalmente riso, sago, copra e pepe, ha un ruolo in crescita per la crescente deforestazione dovuta alla conversione agricola. L'industria è presente con impianti nel settore chimico, quali raffinazione del petrolio a Lutong, lavorazione metallurgica dell'antimonio a Kuching, tessile, alimentare, del calzaturificio a Binatang e del saponificio a Kuching e Sibu. Il paese esporta in prevalenza petrolio, caucciù, pepe, copra, legname, antimonio, bauxite e fosfati.

## Riferimenti

### Letture
- Runciman, Steven (1960). The White Rajahs: A History of Sarawak from 1841 to 1946, Cambridge University Press.

### Cinema
- Jean-Marie Poiré, I visitatori (Les Visiteurs) pellicola francese del 1993.

Sarawak e citata più volte nel film di con Jean Reno, Christian Clavier e Valerie Lamercier. La protagonista femminile cita più volte Sarawak quale località dell'incidente di rally occorso al cugino Hubert (Reno), in realtà un antenato finito nella Francia degli Anni '90.
- Ai confini del mondo - La vera storia di James Brooke, film del 2021